# Pieter Hendrik Koekkoek

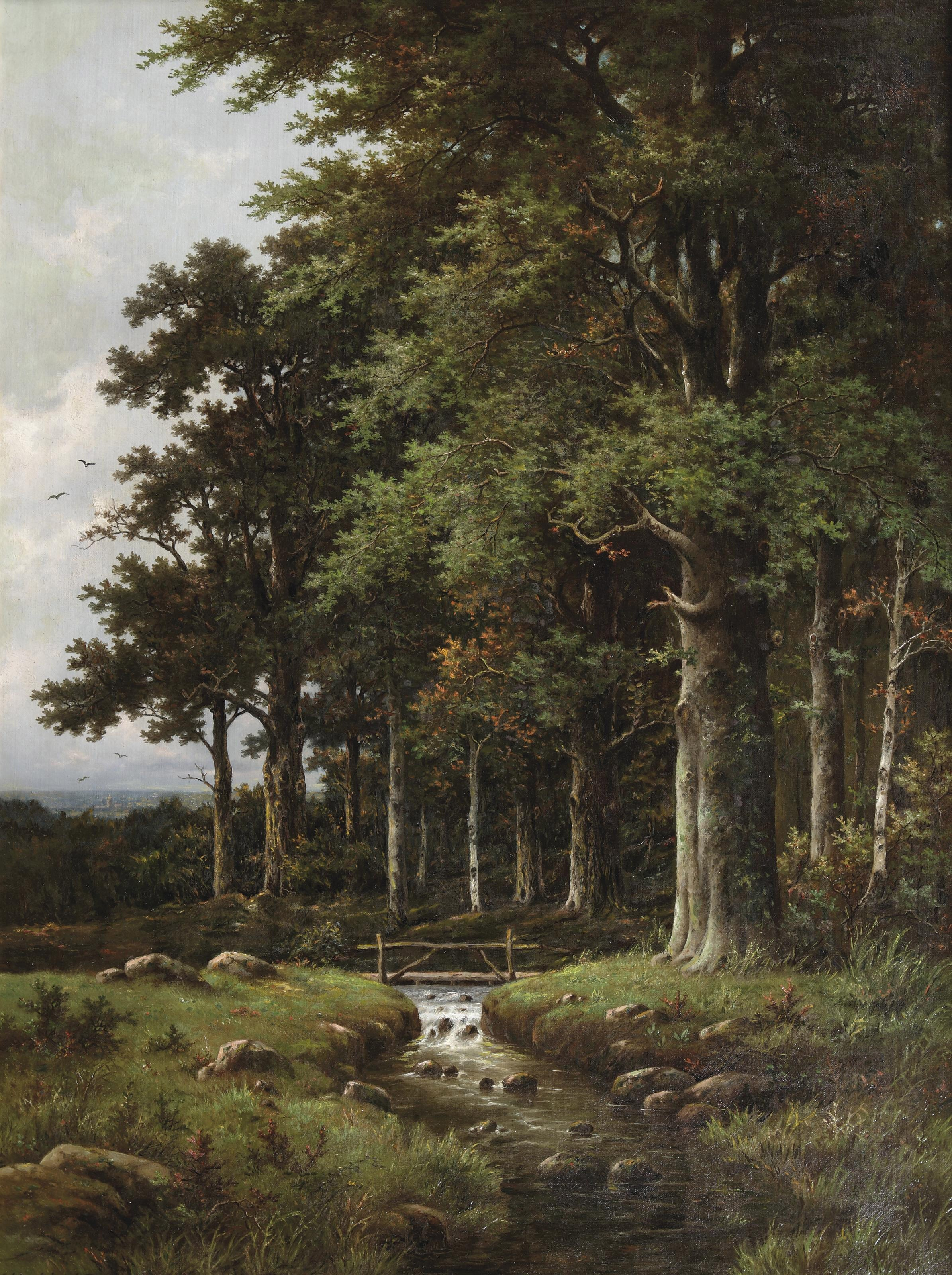
Een bosriviertje

Pieter Hendrik Koekkoek, meestal signerend met H.P. Koekkoek (Hilversum, 13 januari 1843 - Engeland, precieze overlijdensplaats onbekend, 1927) was een Nederlands kunstschilder, vooral bekend om zijn landschappen. Hij maakte deel uit van het bekende schildersgeslacht Koekkoek en was de zoon van  landschapschilder Marinus Adrianus Koekkoek.

## Leven en werk
Pieter Hendrik Koekkoek werd opgeleid door zijn vader Marinus Adrianus. Met name in de jaren 1860 en 1870 schilderde hij in dezelfde romantische stijl als zijn vader, voornamelijk landschappen en bosgezichten. Later zou zijn stijl meer realistisch worden. Hij had de naam een groot natuurliefhebber te zijn.

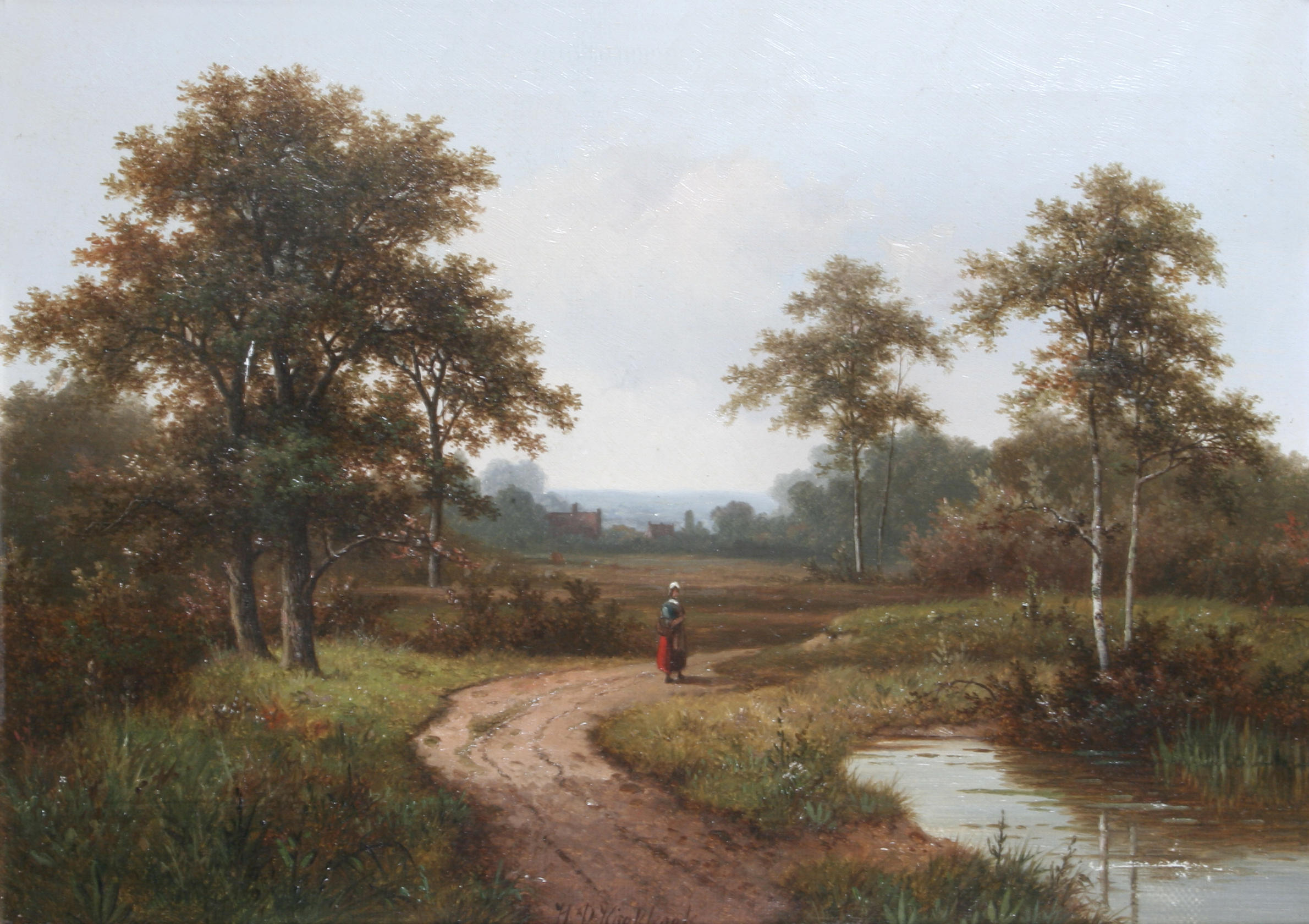
Vrouw op een pad bij een beekje.

Koekkoek reisde vaak op en neer tussen Nederland (Amsterdam en Den Haag) en Engeland. Hij woonde lange periodes in Londen, waar zijn neef Hermanus Koekkoek de Jonge een kunsthandel dreef. Veel van zijn werk werd via deze verkocht op de Engelse markt.